# Distretto di Khanom
Il distretto di Khanom (in thailandese: ขนอม) è un distretto (amphoe) della Thailandia, situato nella provincia di Nakhon Si Thammarat.